# 井上雅夫
井上 雅夫（いのうえ まさお、1946年4月4日 - ）は、日本の西洋史学者。専門は中世ドイツ史。同志社大学文学部文化史学科教授。新教育者連盟理事長。

## 経歴
- 1969年、同志社大学経済学部を卒業。
- 1973年、同志社大学大学院文学研究科文化史学専攻修士課程を修了。
- 1975年、同志社大学大学院文学研究科文化史学専攻博士課程を単位取得満期退学。

## 著作
- 『日本人の忘れもの - 神々の微笑む国の心と伝統』（日本教文社） 2000
- 『西洋中世盛期の皇帝権と法王権 - ハインリヒ三世・グレゴリウス七世・ハインリヒ四世をめぐって』（関西学院大学出版会） 2012
- 『カノッサへの道 歴史とロマン』（関西学院大学出版会） 2013

### 共著
- 『今昔秀歌百撰』 (岡崎久彦, 蔡焜燦, 遠藤浩一, 藍川由美, 福田逸, 高島俊男, 桶谷秀昭, 稲田朋美, 鷲尾英一郎, 小堀桂一郎, 笹原宏之, 松本徹, 市村真一, 早川聞多, 土田龍太郎, 山谷えり子, 石川忠久, 平沼赳夫, 田中英道, 井上雅夫共著、不出售（フシユツシウ）特定非営利活動法人文字文化協會） 2012[1]　ISBN 978-49905312-25